# Rhynchosia crassifolia
Rhynchosia crassifolia är en ärtväxtart som beskrevs av William Henry Harvey. Rhynchosia crassifolia ingår i släktet Rhynchosia och familjen ärtväxter. Inga underarter finns listade i Catalogue of Life.